# 京能电力
北京京能电力股份有限公司（英語：Beijing Jingneng Power Co., Ltd.）简称：京能电力，是一家中華人民共和國上市電力公司。公司前身是北京市石景山发电总厂；公司亦曾擁有於2015年不再發電的石景山热电厂。公司現時是京能集团旗下公司，並間接由北京市人民政府国有资产监督管理委员会監管、擁有。香港上市的京能清潔能源、北京能源國際、中國內地上市的北京昊华能源、京能置业，均是京能电力的姊妹公司。
公司註冊地址位於北京市石景山区广宁街道广宁路10号，但實際辦公總部位於北京市朝阳区的华腾世纪总部公园G座。

## 歷史
京能电力原名北京京能热电股份有限公司，是經北京市人民政府办公厅批准，由北京国际电力开发投资公司（簡稱北京国电；京能集团前身）旗下的石景山热电厂及國家電力公司华北电力旗下的石景山发电总厂，於1999年共同成立股份制法人公司，以控股兩廠的经营性资产。同時引入北京市综合投资公司（及後與北京国际电力开发投资公司合組京能集团）、北京电力设备总厂（华北电力的子公司）、北京变压器厂（华北电力的子公司）為小股東。雖然石景山热电厂發電機組是由上市公司擁有，但部分土地是向第一二大股東北京国电、华北电力租用，例如龙口灰场、热电厂南厂区等四處。
2002年公司股票於上海证券交易所上市。當時主要股東仍為北京国际电力开发投资公司，佔42.807%，及中国华北电力集团，佔39.514%股份。由於《电力体制改革方案》，後者所擁有的股份，自2003年11月改由國家電網華北電網公司所擁有。2007年，華北電網出售持股予山西國際電力（26%）及京能集团（10.68%）。同年京能集团將部分持股轉至其子公司北京京能国际能源（京能国际）。及後，山西國際電力出售全部所持的京能电力股權。
京能电力不時向母公司或其他公司收購發電廠、供热公司股權。例如於2014年向京能集团及旗下京能国际收購内蒙古京隆发电75%股權（現時為全資子公司）；2019年向京能集团旗下的京煤集团收購内蒙古京海发电的51%股權，2020年向河南中锐环科清洁能源集团（中锐环科）收購擁有河南省安阳市滑县城市集中供热30年特许经营权的通源热力公司90%股權等等。但京能电力最初擁有的石景山热电厂，因應北京市環保政策，於2015年停產。2021年，京能电力拍賣石景山热电厂的發電機組。
京能集团與京煤集团合併後不久，於2015年2月，時任京能集团董事长兼党委书记、京能电力董事长陆海军涉嫌严重违纪，接受组织调查；其董事长職位即時被董事郭明星代行；2016年上市公司選出朱炎為董事长。2018年，由耿养谋接任。

## 控股公司
最後更新：2019年12月31日
- 北京京能电力燃料 (100%)
- 京能（赤峰）能源发展 (94.7%)
- 京能十堰热电 (60%)
- 内蒙古京泰发电 (51%)
- 内蒙古岱海发电 (51%)
- 内蒙古京隆发电 (100%)
- 内蒙古京宁热电 (100%股權；旗下集宁二期项目位於乌兰察布市集宁区白海子镇，在建機組容量2乘66万千瓦[15])
- 内蒙古京能康巴什热电 (51%)
- 内蒙古京能双欣发电 (88.5%)
- 内蒙古京能盛乐热电 (100%)
- 内蒙古京海煤矸石发电 (51%股權；簡稱京海发电；位於乌海市海勃湾区；裝機容量2乘33万千瓦[8])
- 京能（锡林郭勒）发电 (70%股權；位於内蒙古锡林郭勒盟；裝機容量2乘66万千瓦[16])
- 内蒙古京能能源开发 (80%)
- 内蒙古京能苏里格能源管理服务 (100%)
- 京能乌兰察布能源管理服务 (70%股權；位於内蒙古乌兰察布市)
- 河北涿州京源热电 (60%)
- 河南京能滑州热电 (100%股權；位於安阳市滑县；裝機容量2乘33万千瓦[17])
- 京能秦皇岛热电 (100%)
- 山西京玉发电 (51%)
- 山西京同热电 (100%)
- 山西漳山发电 (100%)
- 山西京能吕临发电 (66%)
- 山西京能售电 (100%)
- 宁夏京能宁东发电 (65%)
- 宁夏中宁工业园区能源管理服务 (51%)
- 江西宜春京能热电 (100%)
- 青岛京能智汇综合能源 (60%)

## 外部連結
- 官方网站